# Matti Nykänen
Matti Ensio Nykänen (Jyväskylä, 17 de julho de 1963 - 4 de fevereiro de 2019) foi um saltador de esqui finlandês. 
Ganhou cinco medalhas olímpicas, sendo quatro delas de ouro, nos Jogos Olímpicos de Inverno de 1984 e 1988. Nykänen também conquistou cinco títulos mundiais no salto de esqui e 13 títulos em campeonatos finlandeses.